# Sønderlyng Herred

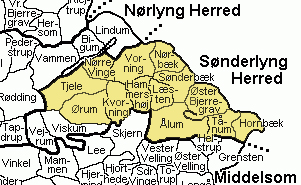
Sønderlyng Herred

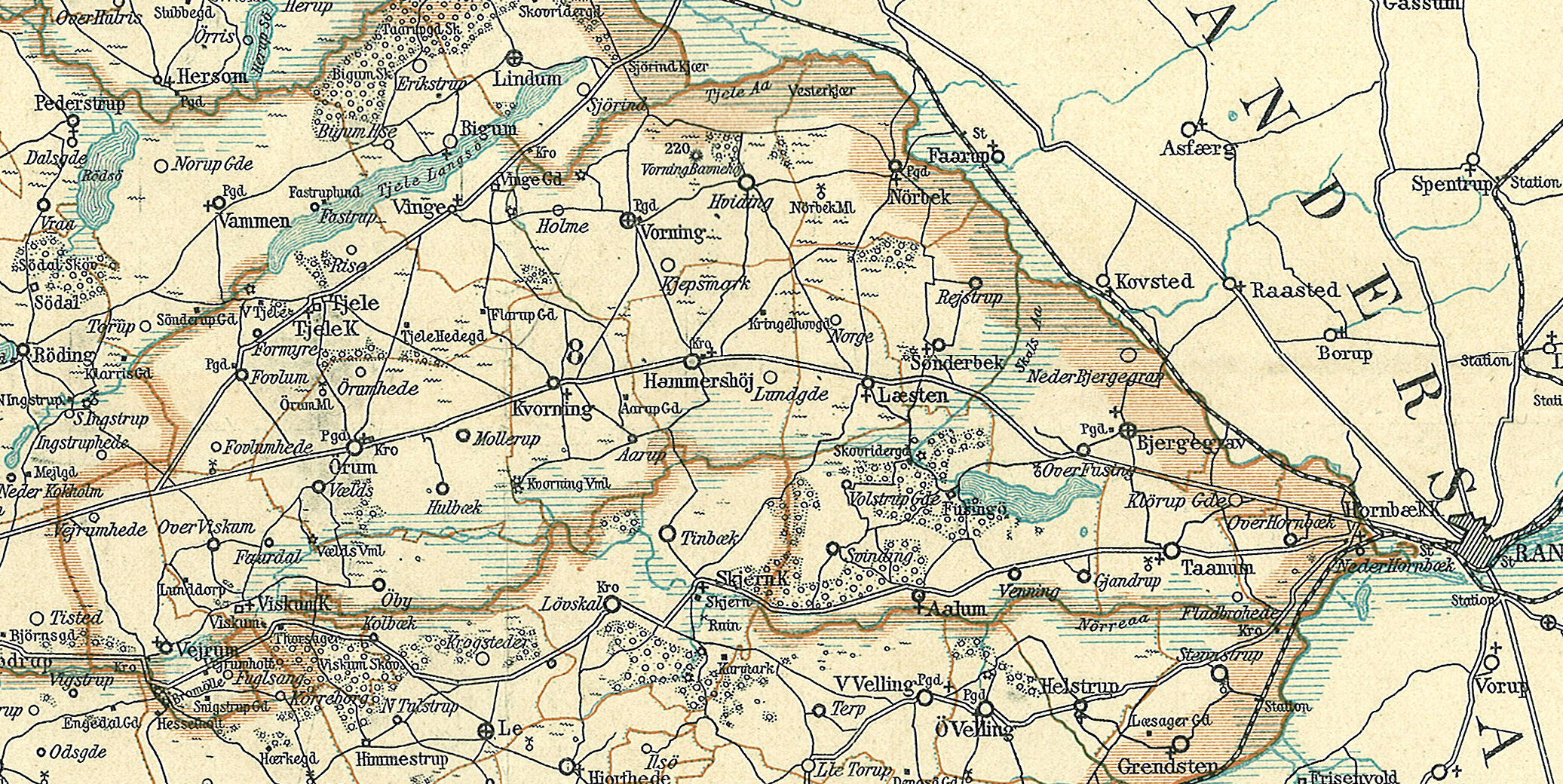
Sønderlyng Herred rond1900

Sønderlyng Herred was een herred in het voormalige Viborg Amt. Het wordt in Kong Valdemars Jordebog vermeld als Lyungæhæreth syndræ. Bij de bestuurlijke reorganisatie in Denemarken, in 1970 ging het gebied over naar de nieuwe provincie Viborg.
De herred was verdeeld in 15 parochies.
- Hammershøj
- Hornbæk
- Kvorning
- Læsten
- Norbæk
- Nørre Vinge
- Sønderbæk
- Tjele
- Tånum
- Vejrum
- Viskum
- Vorning
- Ålum
- Ørum
- Øster Bjerregrav